# Kenneth Svensson
Kenneth Svensson er en dansk professionel boksetræner, fysisk træner og manager. Han er bedst kendt for at have trænet Rudy Markussen op til sine kampe mod Brian Magee i 2012 og Patrick Nielsen i 2015. Han var fysisk træner for Morten Poulsen i 2012. 